# Grimpa

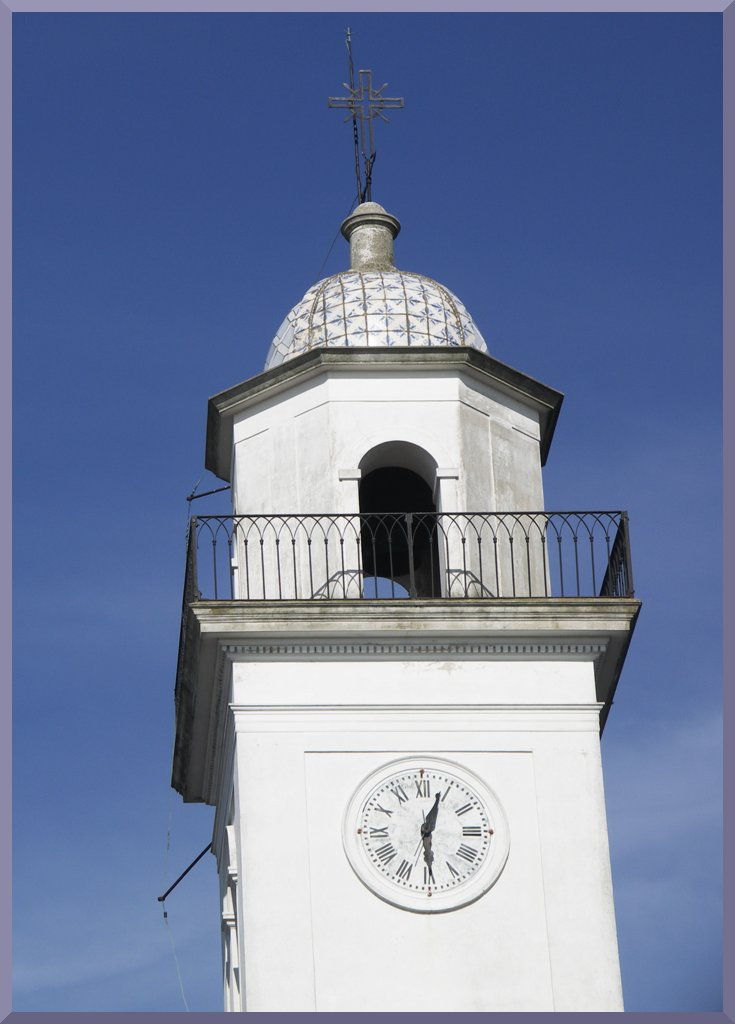
Grimpa na abóbada de um campanário

Grimpa é um elemento arquitetónico decorativo que remata o vértice de uma cobertura e que, por vezes, suporta o catavento.
No Sul do Brasil, grimpa é a designação do ramo seco da araucária (Araucaria angustifolia).